# Арара (Бразилия)
Ара́ра (порт. Arara) — город в бразильском штате Параиба. Расположен в 142 км к западу о города Жуан-Песоа. Составная часть мезорегиона Сельскохозяйственный район штата Параиба. Входит в экономико-статистический микрорегион Куриматау-Осидентал. Население составляет 12 356 человек на 2007 год. Занимает площадь 88,858 км². Плотность населения — 139,0 чел./км².
Праздник города — 19 декабря.

## История
Город основан в 1961 году.

## Статистика
- Валовой внутренний продукт на 2005 год составляет 27 390 000,00 реалов (данные: Бразильский институт географии и статистики).
- Валовой внутренний продукт на душу населения на 2005 год составляет 2181,00 реалов (данные: Бразильский институт географии и статистики).
- Индекс развития человеческого потенциала на 2000 год составляет 0,551 (данные: Программа развития ООН).

## География
Климат тропический, среднегодовая температура около +24°С. В соответствии с классификацией Кёппена, климат относится к категории Aw.